# Abdij van Sint-Vaast
De Sint-Vaastabdij is een voormalig benedictijnerklooster dat bij zijn stichting op een heuvel bij het toenmalige Atrecht (Arras) lag, de hoofdstad van het graafschap Artesië, in het noordwesten van Frankrijk. Het klooster speelde in de vroege middeleeuwen een belangrijke rol in het zuidelijk deel van de Nederlanden. Intussen maakt het terrein al geruime tijd deel uit van de stadskern.

## Geschiedenis
De abdij werd in 667 gesticht. Sint-Vedastus (453-540), ook wel Sint-Vaast genoemd, de eerste bisschop van Atrecht en later ook bisschop van Kamerijk, lag begraven in de oude kathedraal van Atrecht. In 667 begon Sint-Aubertus, de zevende bisschop van Atrecht, met de bouw van een abdij voor benedictijnermonniken op de plaats waar zich reeds een kleine, door Sint-Vedastus zelf gestichte en aan Petrus gewijde kapel bevond. Sint-Vedastus' relikwieën werden overgebracht naar de nieuwe abdij, die werd voltooid onder Aubertus' opvolger. De abdij van Sint-Vaast werd royaal bedeeld door koning Theuderic III, die er samen met zijn vrouw ook begraven ligt. 
In de tiende eeuw werden in de abdij de Annales Vedastini bijgehouden. 
In 1578 organiseerde Sarrazin, abt van Sint-Vaast, een katholieke tegenbeweging tegen de calvinisten in Henegouwen en Artesië. Hij slaagde erin de beweging van Lalaing, leider van de malcontenten, politiek te vertalen in een katholieke Unie van Atrecht het jaar nadien.  
De abdij van Sint-Vaast is van groot belang geweest voor de kloosters van de Lage Landen. Het klooster was vrijgesteld van de bisschoppelijke jurisdictie en kon tot 1778 zijn onafhankelijkheid bewaren. In dat jaar werd de abdij opgenomen in orde van Cluny. 
Tijdens de Franse Revolutie werd het klooster opgeëist en geseculariseerd; de kloostergebouwen werden eerst als ziekenhuis en later als kazerne gebruikt. In 1838 werden de gebouwen door de stad Atrecht aangekocht; een deel werd vervolgens gebruikt als museum en archief, de rest werd de residentie van de bisschop. De abdijkerk, die was ontheiligd en gedeeltelijk verwoest, werd herbouwd en in 1833 opnieuw ingewijd. Deze kerk dient nu als Kathedraal van Atrecht, ter vervanging van de voormalige gotische kathedraal die tijdens de Franse Revolutie werd verwoest.
Tegenwoordig huisvest het complex het Museum voor Schone Kunsten en de mediatheek.

## Bron
- (la)  Annales Vedastini